# Olympische Sommerspiele 1956/Teilnehmer (Iran)
| Gelbes Symbol für Goldmedaillen mit stilisierten Olympischen Ringen | Graues Symbol für Silbermedaillen mit stilisierten Olympischen Ringen | Braundes Symbol für Bronzemedaillen mit stilisierten Olympischen Ringen |
| ------------------------------------------------------------------- | --------------------------------------------------------------------- | ----------------------------------------------------------------------- |
| 2                                                                   | 2                                                                     | 1                                                                       |

Der Iran nahm an den Olympischen Sommerspielen 1956 im australischen Melbourne mit einer Delegation von 17 männlichen Sportlern an 17 Wettkämpfen in drei Sportarten teil.
Es war die vierte Teilnahme des Iran an Olympischen Sommerspielen.
Jüngster Athlet war mit 21 Jahren und 181 Tagen der Gewichtheber Henrik Tamraz, ältester Athlet der Gewichtheber Mahmoud Namdjou (38 Jahre und 63 Tage).

## Flaggenträger
Mahmoud Namdjou trug die Flagge des Iran während der Eröffnungsfeier.

## Medaillen
Mit zwei gewonnenen Gold-, zwei Silber- und einer Bronzemedaille belegte das iranische Team Platz 14 im Medaillenspiegel.

### Gold
| Name              | Sportart | Wettbewerb        |
| ----------------- | -------- | ----------------- |
| Gholamreza Takhti | Ringen   | Halbschwergewicht |
| Imam-Ali Habibi   | Ringen   | Leichtgewicht     |

### Silber
| Name                      | Sportart | Wettbewerb     |
| ------------------------- | -------- | -------------- |
| Mohammad Ali Khojastepour | Ringen   | Fliegengewicht |
| Mohammad Mehdi Yaghoubi   | Ringen   | Bantamgewicht  |

### Bronze
| Name            | Sportart     | Wettbewerb    |
| --------------- | ------------ | ------------- |
| Mahmoud Namdjou | Gewichtheben | Bantamgewicht |

## Teilnehmer nach Sportarten

### Gewichtheben
- Jalal Mansouri
  - Leichtschwergewicht

Finale: 417,5 kg, Rang vier
Militärpresse: 132,5 kg, Rang drei
Reißen: 122,5 kg, Rang vier
Stoßen: 162,5 kg, Rang drei

- Mahmoud Namdjou
  - Bantamgewicht

Finale: 332,5 kg, Rang drei 
Militärpresse: 100,0 kg, Rang drei
Reißen: 102,5 kg, Rang drei
Stoßen: 130,0 kg, Rang drei

- Ibrahim Payrovi
  - Mittelgewicht

Finale: 372,5 kg, Rang sieben
Militärpresse: 107,5 kg, Rang neun
Reißen: 117,5 kg, Rang drei
Stoßen: 147,5 kg, Rang vier

- Firouz Pojhan
  - Schwergewicht

Finale: 450,0 kg, Rang vier
Militärpresse: 147,5 kg, Rang vier
Reißen: 132,5 kg, Rang vier
Stoßen: 170,0 kg, Rang vier

- Mohammed Rahnavardi
  - Mittelschwergewicht

Finale: 425,0 kg, Rang vier
Militärpresse: 140,0 kg, Rang zwei
Reißen: 127,5 kg, Rang drei
Stoßen: 157,5 kg, Rang vier

- Henrik Tamraz
  - Leichtgewicht

Finale: 365,0 kg, Rang fünf
Militärpresse: 115,0 kg, Rang drei
Reißen: 105,0 kg, Rang sieben
Stoßen: 145,0 kg, Rang vier

- Hussain Zarrini
  - Federgewicht

Finale: 305,0 kg, Rang 13
Militärpresse: 92,5 kg, Rang neun
Reißen: 92,5 kg, Rang elf
Stoßen: 120,0 kg, Rang zwölf

### Leichtathletik
- Ali Baghbanbashi
  - Marathon

Finale: Wettkampf nicht beendet (DNF)

- Nadjmeddin Farabi
  - Zehnkampf

Finale: 5103 Punkte, Rang zwölf
100 Meter Lauf: 572 Punkte, 12,1 Sekunden (handgestoppt), 12,28 Sekunden (automatisch gestoppt), Rang 15
110 Meter Hürden: 372 Punkte, 17,4 Sekunden (handgestoppt), 17,60 Sekunden (automatisch gestoppt), Rang 14
400 Meter Lauf: 684 Punkte, 52,3 Sekunden (handgestoppt), 52,26 Sekunden (automatisch gestoppt), Rang 13
1500 Meter Lauf: 4:24,8 Minuten (handgestoppt), 4:24,88 Minuten (automatisch gestoppt), Rang zwei
Diskuswurf: 347 Punkte, 28,73 Meter, Rang 14
Hochsprung: 656 Punkte, 1,70 Meter, Rang zwölf
Kugelstoßen: 524 Punkte, 11,31 Meter, Rang 14
Speerwurf: 375 Punkte, 41,23 Meter, Rang 13
Stabhochsprung: 438 Punkte, 3,30 Meter, Rang elf
Weitsprung: 575 Punkte, 6,25 Meter, Rang 15

### Ringen
Freistil
- Nasser Givehchi
  - Federgewicht

Rang sechs, ausgeschieden nach Runde vier mit sechs Minuspunkten
Runde eins: Sieg gegen Abe Geldenhuys aus Südafrika (3:0), ein Minuspunkt
Runde zwei: Schultersieg gegen Herbie Hall aus Großbritannien, ein Minuspunkt
Runde drei: Niederlage gegen Erkki Penttilä aus Finnland (1:2), drei Minuspunkte
Runde vier: gegen Bayram Şit aus der Türkei (0:3), sechs Minuspunkte

- Imam-Ali Habibi
  - Leichtgewicht

Rang eins, 
Runde eins: Schultersieg gegen Olle Anderberg aus Schweden, null Minuspunkte
Runde zwei: Sieg gegen Gyula Tóth aus Ungarn (3:0), ein Minuspunkt
Runde drei: gegen Roger Bielle aus Frankreich gewonnen (3:0), zwei Minuspunkte
Runde vier: Sieg gegen Garibaldo Nizzola aus Italien (3:0), drei Minuspunkte
Runde fünf: gegen Shigeru Kasahara aus Japan durchgesetzt (3:0), vier Minuspunkte
Finalrunde: Schulterniederlage gegen Alimbeg Bestajew aus der Sowjetunion

- Mohammad Ali Khojastepour
  - Fliegengewicht

Rang zwei, 
Runde eins: Freilos
Runde zwei: Sieg gegen Luigi Chinazzo aus Italien (3:0), ein Minuspunkt
Runde drei: gegen Dick Delgado aus den Vereinigten Staaten durchgesetzt (3:0), zwei Minuspunkte
Runde vier: 3:0-Sieg gegen Tadashi Asai aus Japan, drei Minuspunkte
Runde fünf: Sieg gegen Hüseyin Akbaş aus der Türkei (3:0), vier Minuspunkte
Finalrunde: Schultersieg gegen Mirian Zalkalamanidse aus der Sowjetunion

- Hussain Noori
  - Schwergewicht

ausgeschieden nach Runde drei mit sieben Minuspunkten
Runde eins: Niederlage gegen Jussein Mechmedow aus Bulgarien (0:3), drei Minuspunkte
Runde zwei: Sieg gegen John da Silva aus Neuseeland (3:0), drei Minuspunkte
Runde drei: Schulterniederlage gegen Hamit Kaplan aus der Türkei, sechs Minuspunkte

- Nabi Sorouri
  - Weltergewicht

Rang vier, ausgeschieden nach Runde vier mit fünf Minuspunkten
Runde eins: Schultersieg gegen Devi Singh aus Indien, null Minuspunkte
Runde zwei: Niederlage gegen Ernie Fischer aus den Vereinigten Staaten (0:3), drei Minuspunkte
Runde drei: Sieg gegen Mitko Petkow aus Bulgarien (3:0), vier Minuspunkte
Runde vier: 3:0-Sieg gegen Coenraad de Villiers aus Südafrika, fünf Minuspunkte

- Gholamreza Takhti
  - Halbschwergewicht

Rang eins 
Runde eins: Schultersieg gegen Jan Theron aus Südafrika, null Minuspunkte
Runde zwei: Schultersieg gegen Robert Steckle aus Kanada, null Minuspunkte
Runde drei: Schultersieg gegen Mitsuhiro Ohira aus Japan, null Minuspunkte
Runde vier: Schultersieg gegen Kevin Coote aus Australien, null Minuspunkte
Runde fünf: Sieg gegen Boris Kulajew aus der Sowjetunion (3:0), ein Minuspunkt
Runde sechs: Freilos
Finalrunde: gegen Peter Blair aus den Vereinigten Staaten (3:0)

- Mohammad Mehdi Yaghoubi
  - Bantamgewicht

Rang zwei 
Runde eins: Sieg gegen Mykhailo Shakhov aus der Sowjetunion (3:0), ein Minuspunkt
Runde zwei: Schultersieg gegen Geoffrey Jameson aus Australien, ein Minuspunkt
Runde drei: Schultersieg gegen Tarashkeswar Pandey aus Indien, ein Minuspunkt
Runde vier: Niederlage gegen Mustafa Dağıstanlı aus der Türkei (1:2), drei Minuspunkte
Finalrunde: gegen Lee Sang-gyun aus Südkorea durchgesetzt (3:0)

- Abbas Zandi
  - Mittelgewicht

ausgeschieden nach Runde vier mit sieben Minuspunkten
Runde eins: Sieg gegen Kazuo Katsuramoto aus Japan (3:0), ein Minuspunkt
Runde zwei: Freilos
Runde drei: Niederlage gegen İsmet Atlı aus der Türkei (0:3), vier Minuspunkte
Runde vier: Schulterniederlage gegen Daniel Hodge aus den Vereinigten Staaten, sieben Minuspunkte